# Haploschendyla grantii
Haploschendyla grantii är en mångfotingart som först beskrevs av Pocock 1891.  Haploschendyla grantii ingår i släktet Haploschendyla och familjen småjordkrypare. Inga underarter finns listade i Catalogue of Life.